# Ховен, Николай Егорович фон дер
Барон Николай Егорович Ховен (1836—1906) — русский военный деятель, генерал-лейтенант (1898).

## Биография
Родился 2 (14) ноября 1836 года; по другим сведениям — 4 (16) ноября 1834 года в Ревеле. Происходил из лифляндского дворянского рода Ховен; его отец, полковник Егор Христофорович Ховен (Херманн Георг; 1789—1868); мать, Софья Ивановна Высоцкая (1802 — 06.02.1863, Ревель), из дворян Полтавской губернии. В семье было 11 детей: одна дочь (Елизавета) — от первого брака отца на Марии Михайловне Соколовской, воспитаннице Смольного института благородных девиц. Старший брат, Василий Егорович Ховен (1824—1896) — контр-адмирал в отставке; одна из дочерей, Мария (1832—1919), была замужем за Константином Ивановичем Григоровичем (1802—1870) и у них родился ставший последним морским министром Российской империиИван Константинович Григорович.
С 3 января 1849 года — юнкер, с 20 мая 1853 года — мичман.
С 16 мая 1863 года — в лейб-гвардии Семёновском полку; в 1865 году произведён в штабс-капитаны; в 1869 году произведён в капитаны и награждён орденом Св. Станислава 2-й ст. (в 1873 — императорская корона к ордену и производство в полковники). Со 2 июля 1878 года командовал 9-м Сибирским гренадерским полком. С производством в генерал-майоры с 8 августа 1888 года был назначен командиром 2-й бригады 19-й пехотной дивизии. С 31 июля 1889 года командовал 2-й бригадой 9-й пехотной дивизии.
Участвовал в русско-турецкой войне 1877—1878 гг. Был награждён в 1879 году Золотой георгиевской саблей. Кроме этого в 1878 году был награждён орденом Св. Владимира 3-й степени с мечами и 4-й степени с мечами и бантом и Св. Анны 2-й ст. (1876).
С 7 февраля 1894 года командовал 59-й резервной пехотной бригадой; 23 июня 1897 года был назначен командующим 19-й пехотной дивизией. Был произведён в генерал-лейтенанты 6 декабря 1898 года. В конце 1900 года вышел в отставку.
Умер 10 (23) декабря 1906 года в Санкт-Петербурге. Похоронен на Смоленском православном кладбище.
Был женат (с апреля 1866) на Аделаиде Николаевне Кушниковой (1849—1919). Их дети : Николай (1867—?), Мария (1871—?).